# Johann Wilhelm Naumann
Johann Wilhelm Naumann (* 9. Juli 1897 in Köln; † 1. Mai 1956 in Würzburg) war ein deutscher Journalist und Verleger. Er war Gründungsherausgeber der überregionalen, katholischen Zeitung Deutsche Tagespost.

## Leben
Naumann wurde 1897 als Sohn eines Schreinermeister und dessen Frau in Köln geboren. Er studierte nach dem Abitur in seiner Heimatstadt zunächst Philosophie, Geschichte, Volkswirtschaft und Literatur. Am Ersten Weltkrieg nahm er als Pilot teil.
In der Weimarer Republik war er Mitglied der Bayerischen Volkspartei (BVP). 1920 stieg er in die Redaktion des BVP-nahen Blattes Der Rheinpfälzer in Landau in der Pfalz ein. Nach einer Zwischenstation als Verlagskaufmann war er ab 1928 Redakteur des katholisch-orientierten Regionalblatts Neue Augsburger Zeitung (NAZ). 1932 war er deutscher Vertreter auf dem Internationalen Kongreß der katholischen akademischen Presse im französischen Lille.
In den 1930er Jahren bezog er in Vorträgen Stellung gegen den Nationalsozialismus. 1933 erhielt er Berufsverbot und wechselte als Angestellter in den Verlag der katholischen Augsburger Postzeitung. Ab 1935 war er arbeitslos. Eine neue Anstellung fand er 1937 als Sekretär bei den Päpstlichen Missionswerken in Aachen. Am Ende des Krieges lebte er in Freiburg im Breisgau. Nachdem er im Zuge der Operation Tigerfish bei einem Freund untergekommen war, fanden ihn amerikanische Offiziere im Sommer 1945 in Boll im Schwarzwald.
Nach dem Zweiten Weltkrieg wirkte er am Wiederaufbau des deutschen Pressewesens mit: 1945 erhielt er mit dem Sozialdemokraten Curt Frenzel in der Amerikanischen Besatzungszone die Lizenz für die in Augsburg erschienene Schwäbischen Landeszeitung. Ab 1946 war er Lizenzträger der katholischen Monatszeitschrift Neues Abendland. Zeitschrift für Politik, Kultur und Geschichte, als deren Herausgeber und zeitweiliger Chefredakteur er von 1946 bis zum Verkauf 1951 an den Finanzier Erich von Waldburg-Zeil wirkte. Damit wurde ein Fundament für die Abendländische Bewegung gelegt.
Mit dem Ausscheiden bei der Schwäbischen Landeszeitung 1948 wurde er Herausgeber und Chefredakteur der Augsburger Tagespost, wobei die Bundesausgabe unter dem Namen Deutsche Tagespost firmierte. Im Sommer 1949 unternahm er eine dreimonatige Studienreise in die USA, wo er sich den Themen „religiöser Journalismus“ und „populäre Zeitschriftenliteratur“ zuwandte. 1950 wurde die Augsburger Tagespost in Neue Augsburger Zeitung umbenannt, die so wiederbelebt werden sollte. Nach der Einstellung des Blattes 1951 erschien die überregionale Deutsche Tagespost zunächst in Regensburg und seit 1955 in Würzburg.
Im Jahre 1945 war er Mitbegründer des „Vereins Bayerischer Zeitungsverleger“, den er bis 1950 als 1. Vorsitzender leitete. Von 1946 bis 1949 war er überdies Vorsitzender der „Arbeitsgemeinschaft der Zeitungsverlegerverbände in der US-Zone“. 1947 gehörte er zu den Mitbegründern des „Bundes deutscher Föderalisten“.
Naumann, katholisch, war zweimal verheiratet und Vater mehrerer Kinder.

## Johann Wilhelm Naumann Verlag
Er begründete 1945 den Buch- und Zeitschriftenverlag „Johann Wilhelm Naumann“.

## Johann Wilhelm Naumann-Stiftung
Naumann ist ebenso Namensgeber der 2010 gegründeten „Johann Wilhelm Naumann-Stiftung“ in der Diözese Würzburg, welche sich die Unterstützung der katholischen Publizistik, insbesondere der Deutschen Tagespost, zum Ziel gesetzt hat.

## Auszeichnungen
- 1956: Päpstlicher Gregoriusorden (Ritter)

## Schriften (Auswahl)
- (Hrsg.): Die Presse und der Katholik. Anklage und Rechtfertigung. Handbuch für Vortrag und Unterricht. Im Auftrag des Akademischen Klubs für katholisches Schrifttum und in Zusammenarbeit mit der Katholischen Information, Haas & Grabherr, Augsburg 1932.
- Altes und neues Abendland. Naumann, Augsburg 1948.